# سیارک ۷۳۹۶
سیارک ۷۳۹۶ (به انگلیسی: 7396 Brusin، نامگذاری:1986EQ2) هفت هزار و سیصد و نود و ششمین سیارک کشف شده‌است که در ۴ مارس ۱۹۸۶ کشف شد.
قدر مطلق سیارک برابر ۱۲٫۸۰ است.